# Heino/Diskografie
Diese Diskografie ist eine Übersicht über die musikalischen Werke des deutschen Schlager- und Volksmusik-Sängers Heino und seiner Pseudonyme wie Gio Bilk. Den Quellenangaben zufolge hat er bisher mehr als 50 Millionen Tonträger verkauft. Seine erfolgreichste Veröffentlichung ist das gleichnamige Debütalbum, das sich eigenen Angaben zufolge über 850.000 Mal verkaufte.

## Alben

### Studioalben
| Jahr | Titel                                                           | Höchstplatzierung, Gesamtwochen, AuszeichnungChartplatzierungen (Jahr, Titel, Platzierungen, Wochen, Auszeichnungen, Anmerkungen) | Höchstplatzierung, Gesamtwochen, AuszeichnungChartplatzierungen (Jahr, Titel, Platzierungen, Wochen, Auszeichnungen, Anmerkungen) | Höchstplatzierung, Gesamtwochen, AuszeichnungChartplatzierungen (Jahr, Titel, Platzierungen, Wochen, Auszeichnungen, Anmerkungen) | Anmerkungen                                                                        |
| Jahr | Titel                                                           | DE | AT | CH | Anmerkungen                                                                        |
| ---- | --------------------------------------------------------------- | --- | --- | --- | ---------------------------------------------------------------------------------- |
| 1966 | Heino                                                           | — | — | — | Erstveröffentlichung: 1966 Verkäufe: + 850.000; Columbia                           |
| 1967 | Kein schöner Land in dieser Zeit                                | DE22 (36 Wo.)DE | — | — | Erstveröffentlichung: 15. September 1967                                           |
| 1968 | …und Sehnsucht uns begleitet                                    | DE14 (16 Wo.)DE | — | — | Erstveröffentlichung: 15. Oktober 1968                                             |
| 1970 | Seine großen Erfolge                                            | DE10 Gold · (80 Wo.)DE | — | — | Erstveröffentlichung: 15. Juni 1970 Verkäufe: + 250.000                            |
| 1971 | Liebe Mutter…                                                   | DE27 (8 Wo.)DE | — | — | Erstveröffentlichung: 15. April 1971                                               |
| 1971 | In einer Bar in Mexiko – Seine großen Erfolge 2                 | DE8 Gold · (40 Wo.)DE | — | — | Erstveröffentlichung: 15. September 1971 Verkäufe: + 250.000                       |
| 1972 | Die schönsten Volkslieder der Welt                              | DE8 (24 Wo.)DE | — | — | Erstveröffentlichung: 15. Mai 1972                                                 |
| 1972 | Seine großen Erfolge 3                                          | DE3 (16 Wo.)DE | — | — | Erstveröffentlichung: 15. November 1972                                            |
| 1973 | Seine großen Erfolge Folge 4                                    | DE3 (64 Wo.)DE | — | — | Erstveröffentlichung: 15. November 1973                                            |
| 1975 | Wenn abends die Heide träumt                                    | DE24 (16 Wo.)DE | — | — | Erstveröffentlichung: 15. April 1975                                               |
| 1975 | Seine großen Erfolge Folge 5 auch bekannt als: Great Hits No. 5 | DE12 (36 Wo.)DE | — | — | Erstveröffentlichung: 15. November 1975                                            |
| 1975 | Heino                                                           | — | — | — | Erstveröffentlichung 1975 Electrola                                                |
| 1978 | Seine großen Erfolge 6                                          | — | — | — | Erstveröffentlichung: 1978                                                         |
| 1978 | Hurra, wir fahr’n ins Grüne                                     | DE9 Gold · (9 Wo.)DE | — | — | Erstveröffentlichung: 2. Oktober 1978 Verkäufe: + 250.000; mit den Sonntagskindern |
| 1980 | Die schönsten deutschen Volkslieder                             | — | — | — | Erstveröffentlichung: 1980                                                         |
| 1982 | Seine neuen großen Erfolge                                      | — | — | — | Erstveröffentlichung: 1982                                                         |
| 1984 | Die Liebe ist das Gold des Lebens                               | DE39 (6 Wo.)DE | — | — | Erstveröffentlichung: 24. Dezember 1984 mit Hannelore                              |
| 1987 | Casablanca…Träume, die niemals vergehn                          | — | — | — | Erstveröffentlichung: 1987                                                         |
| 1990 | Willkommen bei Heino                                            | — | — | — | Erstveröffentlichung: 1990                                                         |
| 1991 | Ein Lied aus der Heimat                                         | — | — | — | Erstveröffentlichung: 1991                                                         |
| 1993 | Die schönsten Lieder der Welt                                   | — | — | — | Erstveröffentlichung: 1993                                                         |
| 1996 | Einer von uns                                                   | — | — | — | Erstveröffentlichung: 16. September 1996                                           |
| 1998 | Der goldene Heino                                               | — | — | — | Erstveröffentlichung: 2. November 1998                                             |
| 1999 | Heino singt die schönsten Jahrhundertmärsche und Hymnen         | — | — | — | Erstveröffentlichung: 29. November 1999                                            |
| 2006 | Deutschland, meine Heimat                                       | DE87 (1 Wo.)DE | — | — | Erstveröffentlichung: 20. Oktober 2006                                             |
| 2008 | Es ist nie zu spät                                              | — | — | — | Erstveröffentlichung: 12. September 2008                                           |
| 2009 | „Die Himmel rühmen“ – Festliche Lieder mit Heino                | — | — | — | Erstveröffentlichung: 18. September 2009                                           |
| 2010 | „Die Himmel rühmen 2“ – Festliche Lieder mit Heino              | — | — | — | Erstveröffentlichung: 6. Oktober 2010                                              |
| 2013 | Mit freundlichen Grüßen                                         | DE1 Platin · (36 Wo.)DE | AT6 (9 Wo.)AT | CH7 (6 Wo.)CH | Erstveröffentlichung: 1. Februar 2013 Verkäufe: + 200.000                          |
| 2014 | Schwarz blüht der Enzian                                        | DE11 (12 Wo.)DE | AT67 (3 Wo.)AT | CH79 (1 Wo.)CH | Erstveröffentlichung: 12. Dezember 2014 Verkäufe: + 30.000                         |
| 2016 | Arschkarte                                                      | DE32 (2 Wo.)DE | — | — | Erstveröffentlichung: 29. April 2016                                               |
| 2018 | … und tschüss – Das letzte Album                                | DE26 (4 Wo.)DE | — | CH94 (1 Wo.)CH | Erstveröffentlichung: 23. November 2018                                            |
| 2021 | Heino goes Klassik – Ein deutscher Liederabend                  | — | AT— GoldAT | — | Erstveröffentlichung: 8. Oktober 2021 Verkäufe: + 7.500                            |
| 2023 | Lieder meiner Heimat                                            | DE16 (3 Wo.)DE | — | — | Erstveröffentlichung: 15. September 2023                                           |

grau schraffiert: keine Chartdaten aus diesem Jahr verfügbar

### Livealben
- 2007: Die Show – Das Beste zum Jubiläum

### Kompilationen
| Jahr | Titel                                                | Höchstplatzierung, Gesamtwochen, AuszeichnungChartplatzierungen (Jahr, Titel, Platzierungen, Wochen, Auszeichnungen, Anmerkungen) | Höchstplatzierung, Gesamtwochen, AuszeichnungChartplatzierungen (Jahr, Titel, Platzierungen, Wochen, Auszeichnungen, Anmerkungen) | Höchstplatzierung, Gesamtwochen, AuszeichnungChartplatzierungen (Jahr, Titel, Platzierungen, Wochen, Auszeichnungen, Anmerkungen) | Anmerkungen                                                 |
| Jahr | Titel                                                | DE | AT | CH | Anmerkungen                                                 |
| ---- | ---------------------------------------------------- | --- | --- | --- | ----------------------------------------------------------- |
| 1970 | Halli, hallo – wir fahren                            | DE26 (24 Wo.)DE | — | — | Erstveröffentlichung: 15. November 1970                     |
| 1974 | Sonntagskonzert                                      | DE29 (16 Wo.)DE | — | — | Erstveröffentlichung: 15. Juni 1974                         |
| 1975 | Fahrtenlieder-Album                                  | DE23 (24 Wo.)DE | — | — | Erstveröffentlichung: 15. Juli 1975                         |
| 1976 | 20 Super Hits – Seine allergrößten Erfolge           | DE9 (18 Wo.)DE | — | — | Erstveröffentlichung: 15. Oktober 1976                      |
| 1980 | Lieder der Berge – Die 18 schönsten Lieder der Berge | DE3 Platin · (16 Wo.)DE | — | — | Erstveröffentlichung: 17. November 1980 Verkäufe: + 500.000 |
| 1981 | Lieder der Berge 2                                   | DE22 (10 Wo.)DE | — | — | Erstveröffentlichung: 27. April 1981                        |
| 1983 | Lieder der Meere – Die 20 schönsten Lieder der Meere | DE14 (15 Wo.)DE | — | — | Erstveröffentlichung: 3. Oktober 1983                       |
| 2016 | Sing mit Heino – Das Beste                           | DE52 (2 Wo.)DE | — | — | Erstveröffentlichung: 30. September 2016                    |

grau schraffiert: keine Chartdaten aus diesem Jahr verfügbar
Weitere Kompilationen
| - 1969: Wir lieben die Stürme - 1970: Auf jedem Schiff – Seemannslieder Wanderlieder - 1971: …meine schönsten Lieder - 1971: 28 seiner grössten Erfolge - 1971: Heino mit seinen großen Erfolgen - 1972: 28 seiner grossen Erfolge - 1972: Seemannsfreud – Seemannsleid – 28 Seemanslieder - 1972: Wir lagen vor Madagaskar - 1973: Heino 1973 – Seine großen Erfolge - 1973: 28 seiner grössten Erfolge 2 - 1973: Ahoi! 28 Seemannslieder - 1973: Heino Sings for You - 1973: Edelweiss – La Montanara - 1974: 28 Heino-Hits zum Tanzen und Mitsingen - 1975: Die Besten von Heino - 1975: Die Besten von Heino 2 - 1975: Die schönsten deutschen Fahrtenlieder - 1975: Heino 2 – 28 seiner grossen Erfolge - 1976: 28 Heino-Hits zum Tanzen und Mitsingen 2 - 1976: Heino und die lustigen Musikanten - 1976: Die Allerbesten von Heino - 1976: Das Suedwester Lied - 1976: 20 Volkslieder - 1977: 28 goldene Heino-Erfolge - 1977: Uns geht die Sonne nicht unter - 1977: Seine großen Erfolge 1 & 2 - 1977: Seine großen Erfolge 3 & 4 - 1977: Sing mit Heino No. 3 – Mountain & Hiking Songs - 1977: Fahrtenlieder / Lieder zur See - 1977: Mein Vaterland - 1977: Ich hab Ehrfurcht vor schneeweißen Haaren - 1978: Aus grauer Städte Mauern - 1978: Heino und die lustigen Musikanten 2 - 1979: Heino und die lustigen Musikanten 3 - 1979: Vom Alpenrand zum Nordseestrand - 1979: Super-Gold - 1980: Die schönsten deutschen Fahrtenlieder - 1980: The Best of Heino - 1980: Die schönsten deutschen Wanderlieder - 1980: Das Beste aus Sing mit Heino - 1980: Die schönsten Seemannslieder - 1981: Die Besten von Heino - 1981: Die schönsten deutschen Heimat- und Vaterlandslieder - 1981: Collection - 1981: Star-Collection - 1981: Ein bunter Abend mit Maria Hellwig und Heino - 1982: Die schönsten Lieder der Berge - 1982: Die schönsten deutschen Jagd- und Heidelieder - 1982: Buenos dias Argentina - 1982: Latest Hits No. 7 - 1983: Schöne deutsche Heimat - 1984: Portrait - 1984: Wir wandern, wir wandern - 1984: Wir sind füreinander bestimmt - 1984: Südafrika 1984 - 1984: Wir sind durch Deutschland gefahren - 1984: Klingende Heimat – Musikalische Grüße aus deutschen Landen - 1985: Greatest Hits - 1985: Kein schöner Land - 1986: Die Stimme der Heimat - 1986: Unter fremden Sternen - 1986: 20 Jaar - 1986: Lieder der Berge (Sing mit Heino) - 1986: Heimatlieder - 1986: Blau blüht der Enzian - 1987: Gold Collection - 1987: Revival - 1987: Jenseits des Tales - 1988: Lieder, die ich liebe - 1988: Heimatlieder - 1988: Das große Wunschkonzert - 1988: Blau blüht der Enzian - 1989: Heimat- und Vaterlandslieder - 1989: Laßt uns uns’re alten Lieder - 1989: Mein Leben – Meine Lieder - 1989: Wenn wir schreiten Seit an Seit - 1989: Sing mit Heino – Die schönsten Fahrtenlieder - 1989: Sing mit Heino – Auf hoher See - 1990: Schwarzbraun ist die Haselnuß - 1990: Das Allerbeste von Heino (25 Jahre) - 1991: Single-Hits 1966-1968 - 1991: Lieder der Heimat - 1991: Glocken der Heimat - 1991: De Hits van Heino - 1992: Single Hit-Collection, Folge 1 (1965–1973) - 1992: Single Hit-Collection, Folge 2 (1973–1983) - 1992: Premium Gold Collection - 1992: Golden Stars - 1992: Erfolge mit Herz - 1992: Die großen Hits der Volksmusik - 1992: Darum ist es am Rhein so schön - 1993: Single-Hits 1968-1970 - 1994: Seine großen Hits - 1994: Die schwarze Barbara - 1994: Mohikana Shalali - 1994: Die Himmel rühmen - 1994: Gold – Greatest Hits Collection - 1994: Heino mit Herz - 1995: Die Hitstory - 1995: Seine allerstärksten Hits - 1995: Meisterstücke - 1995: Gold - 1995: Seine großen Erfolge - 1995: Einfach das Beste | - 1995: 30 Jahre Heino – Die Stimme der Heimat - 1995: Seine Hits - 1995: La Montanara - 1995: Das ist Heino - 1995: Rhein & Weinlieder - 1996: Caramba, Caracho... - 1996: Heino - 1996: Komm in meinen Wigwam - 1996: Lieder der Berge - 1996: Stars – Blau blüht der Enzian - 1996: San Bernardino - 1996: Heimat, schöne Heimat - 1996: Lieder der Volksmusik: Heino - 1996: Lieder der Volksmusik: Heino & Hannelore - 1996: 30-jähriges Bühnenjubiläum - 1996: Das Beste von Heino - 1996: Meine schönsten Lieder 1 - 1996: Meine schönsten Lieder 2 - 1996: Die große Starbox – Jubiläumsausgabe - 1996: Meine schönsten Lieder – 32 große Erfolge - 1997: Tausend dankeschön - 1997: Kehr ich einst zur Heimat wieder - 1997: Gold Collection - 1998: Seine größten Hits - 1998: Seine schönsten Lieder - 1998: Blau blüht der Enzian – Die Jubiläums-CD - 1998: Deutscher Kult - 1998: Blau blüht der Enzian - 1998: Das Beste von Heino - 1998: Herzlichen Glückwunsch - 1999: Teure Heimat (AT: Gold) - 1999: Seine größten Erfolge - 1999: Karl Moik präsentiert: Heino - Freunde für’s Leben - 1999: Die schwarze Barbara (Seine größten Erfolge) - 1999: Caramba, Caracho, ein Whisky (Seine größten Erfolge) - 2000: Nur das Beste - 2000: La Montanara - 2000: Das Beste der Volksmusik - 2000: Schütt die Sorgen in ein Gläschen Wein - 2001: Kult Vol. 1 - 2001: Herzliche Grüße aus dem Heino-Rathaus-Cafe - 2001: Seine großen Erfolge - 2001: Wunschkonzert - 2001: An der Saale hellem Strande - 2002: Kult Vol. 2 – Die schönsten deutschen Fahrtenlieder - 2002: Einmal am Rhein - 2002: Blau blüht der Enzian - 2002: So ein Tag, so wunderschön wie heute - 2002: Caramba, Caracho, ein Whisky - Die grössten Hits - 2002: Freunde für’s Leben - 2002: Seine größten Hits - 2002: 32 Goldene Erfolge - 2002: Caramba, Caracho, ein Whisky - 2003: Kult Vol. 3 – Deutschland deine Lieder - 2003: Jubiläumsalbum (Superstars gratulieren) - 2003: Portrait – Gold Serie - 2003: Herzlichst - 2003: Seine größten Erfolge - 2003: Sing mit Heino Nr. 1 - 2003: Sing mit Heino Nr. 2 - 2003: Sing mit Heino Nr. 3 - 2003: Sing mit Heino Nr. 4 - 2003: Sing mit Heino Nr. 5 - 2003: Sing mit … - 2004: Schlager & Stars - 2004: Deutsche Volkslieder - 2004: Edelweiss - 2005: Das Beste zum Jubiläum - 2005: Seine großen Erfolge - 2005: Ich sag auf Wiedersehen - 2005: Mein Leben, meine Lieder - 2005: Schlager & Stars: Seemannslieder - 2005: Meine Heimat, meine Lieder - 2006: Star Edition - 2006: Seine größten Hits - 2007: Gold Stücke - 2007: Schlager & Stars: Heino & Hannelore - 2007: Edelweiss – Melodien der Heimat - 2007: Große Erfolge - 2007: Heino - 2007: Sing mit Heino - 2008: Platin – Seine größten Erfolge - 2008: Freunde der Heimat - 2009: Diamanten der Volksmusik - 2009: Nur das Beste - 2009: 30 Hits Collection - 2009: Lieder der Berge - 2011: Heino – Premium Edition - 2011: Glanzlichter - 2011: La Montanara - 2011: Classic Albums: Sing mit Heino Nr. 1 & Nr. 2 - 2013: Blau blüht der Enzian – Seine schönsten Lieder - 2013: Blau blüht der Enzian – 40 Originalhits - 2013: Die nicht verbotenen Lieder - 2013: Meine Lieder zum Frühlingsfest - 2013: Mein Portrait - 2013: Es ist nie zu spät für ein neues Leben - 2013: Best of - 2013: Bild Schlager Stars - 2013: Weil du mich liebst – Die Kult-Hits - 2014: Stefan Mross präsentiert: Legenden der Volksmusik - 2015: 20 unvergessene Hits - 2016: Ich find' Schlager toll – Das Beste |

### Remixalben
- 2013: Heino’s Party-Mix

### EPs
- 1967: Melodije Jadrana (Split-EP mit The Shadows, The Lords & The Shepherds)

### Weihnachtsalben
- 1969: Festliche Choräle und Weihnachtslieder
- 1969: Weihnachten mit Heino
- 1974: Deutsche Weihnacht… und festliche Lieder (DE: Gold, Verkäufe: + 250.000)
- 1974: A Festive German Christmas
- 1980: Die schönsten Lieder zum Familienfeste
- 1982: Die schönsten Winter- und Weihnachtslieder für die ganze Familie
- 1987: Weihnacht in den Bergen
- 1990: Meine schönsten Lieder zur Weihnachtszeit
- 1990: Weihnachtszeit Winterzeit
- 2000: Merry Christmas and a Happy New Year (auch bekannt als: Mit weihnachtlichen Grüßen)
- 2003: Weihnacht unter'm Tannenbaum
- 2010: Die Himmel rühmen 1 und 2 – Festliche Lieder mit Heino
- 2011: Die Himmel Rühmen im Advent
- 2016: Mit weihnachtlichen Grüßen

### Sing mit Heino Reihe
- 1977: Sing mit Heino – Folge 1 und 2
- 1977: Sing mit Heino – Folge 3 und 4
- 1977: Sing mit Heino – Folge 5 und 6
- 1979: Sing mit Heino – Folge 7 und 8
- 1979: Sing mit Heino – Folge 9 und 10
- 1979: Sing mit Heino – Folge 11 und 12
- 1979: Sing mit Heino – Folge 13 und 14

## Singles

### Als Leadmusiker
| Jahr | Titel Album                                                                     | Höchstplatzierung, Gesamtwochen, AuszeichnungChartplatzierungen (Jahr, Titel, Album, Platzierungen, Wochen, Auszeichnungen, Anmerkungen) | Höchstplatzierung, Gesamtwochen, AuszeichnungChartplatzierungen (Jahr, Titel, Album, Platzierungen, Wochen, Auszeichnungen, Anmerkungen) | Höchstplatzierung, Gesamtwochen, AuszeichnungChartplatzierungen (Jahr, Titel, Album, Platzierungen, Wochen, Auszeichnungen, Anmerkungen) | Anmerkungen                             |
| Jahr | Titel Album                                                                     | DE | AT | CH | Anmerkungen                             |
| --- | ------------------------------------------------------------------------------- | --- | --- | --- | --------------------------------------- |
| 1967 | Wir lieben die Stürme Kein schöner Land in dieser Zeit                          | DE16 (8 Wo.)DE | — | — | Erstveröffentlichung: Juli 1967         |
| 1967 | Wir wollen zu Land ausfahren (Die blaue Blume) Kein schöner Land in dieser Zeit | DE29 (2 Wo.)DE | — | — | Erstveröffentlichung: September 1967    |
| 1968 | Die Sonne von Mexico Seine großen Erfolge                                       | DE16 (11 Wo.)DE | — | — | Erstveröffentlichung: Februar 1968      |
| 1968 | Zu der Ponderosa reiten wir Seine großen Erfolge                                | DE26 (7 Wo.)DE | — | — | Erstveröffentlichung: August 1968       |
| 1968 | Treue Bergvagabunden Seine großen Erfolge                                       | DE26 (6 Wo.)DE | — | — | Erstveröffentlichung: Dezember 1968     |
| 1969 | Wenn die Kraniche zieh’n Seine großen Erfolge                                   | DE36 (2 Wo.)DE | — | — | Erstveröffentlichung: Januar 1969       |
| 1969 | Karamba, karacho, ein Whisky Seine großen Erfolge                               | DE27 (6 Wo.)DE | — | — | Erstveröffentlichung: Juli 1969         |
| 1970 | Hey Capello (Es lebt eine Frau in Spanien) Seine großen Erfolge                 | DE23 (9 Wo.)DE | — | — | Erstveröffentlichung: April 1970        |
| 1970 | In einer Bar in Mexico In einer Bar in Mexiko – Seine großen Erfolge 2          | DE14 (18 Wo.)DE | — | — | Erstveröffentlichung: November 1970     |
| 1971 | Mohikana Shalali In einer Bar in Mexiko – Seine großen Erfolge 2                | DE7 (28 Wo.)DE | — | — | Erstveröffentlichung: Juni 1971         |
| 1972 | Carneval in Rio Seine großen Erfolge 3                                          | DE19 (17 Wo.)DE | — | — | Erstveröffentlichung: 17. April 1972    |
| 1972 | Blau blüht der Enzian Seine großen Erfolge 3                                    | DE2 (28 Wo.)DE | AT18 (4 Wo.)AT | CH3 (11 Wo.)CH | Erstveröffentlichung: 2. Oktober 1972   |
| 1973 | Tampico Seine großen Erfolge 4                                                  | DE14 (20 Wo.)DE | — | — | Erstveröffentlichung: 23. April 1973    |
| 1973 | Edelweiß (Soll ich denn mein junges Leben…) Seine großen Erfolge 4              | DE5 (18 Wo.)DE | — | — | Erstveröffentlichung: 29. Oktober 1973  |
| 1973 | La Montanara (Das Lied der Berge) Seine großen Erfolge 3                        | DE3 (24 Wo.)DE | — | — | Erstveröffentlichung: 26. November 1973 |
| 1974 | Polenmädchen Seine großen Erfolge 4                                             | DE16 (11 Wo.)DE | — | — | Erstveröffentlichung: 13. Mai 1974      |
| 1974 | …und Sie hieß Lulalei Seine großen Erfolge 5                                    | DE16 (17 Wo.)DE | — | — | Erstveröffentlichung: 9. Dezember 1974  |
| 1975 | Die schwarze Barbara Seine großen Erfolge 5                                     | DE5 (23 Wo.)DE | — | — | Erstveröffentlichung: 2. Juni 1975      |
| 1976 | Komm in meinen Wigwam (Regenbogen-Johnny) Seine großen Erfolge 5                | DE32 (15 Wo.)DE | — | — | Erstveröffentlichung: 26. Januar 1976   |
| 1976 | Die lustigen Holzhacker-Bub’n 20 Super Hits – Seine allergrößten Erfolge        | DE41 (2 Wo.)DE | — | — | Erstveröffentlichung: 8. November 1976  |
| 1981 | Ja, Ja, die Katja, die hat ja… Schlager-Gala (Sampler)                          | DE40 (7 Wo.)DE | — | — | Erstveröffentlichung: 27. April 1981    |
| 1981 | So’n kleiner Garten vor der Stadt –                                             | DE74 (1 Wo.)DE | — | — | Erstveröffentlichung: 3. August 1981    |
| 1989 | Enzian Das Goldene Schlager-Archiv 1989 (Sampler)                               | DE19 (15 Wo.)DE | — | CH25 (2 Wo.)CH | Erstveröffentlichung: 10. Juli 1989     |
| 2013 | Junge Mit freundlichen Grüßen                                                   | DE27 (6 Wo.)DE | AT57 (1 Wo.)AT | — | Erstveröffentlichung: 25. Januar 2013   |
| 2014 | Schwarz blüht der Enzian                                                        | DE84 (1 Wo.)DE | — | — | Erstveröffentlichung: 12. Dezember 2014 |
| Folgende Lieder erschienen nicht als Single, wurden aber durch das Album zum Download und Streaming bereitgestellt und konnten somit eine Platzierung erlangen: |                                                                                 | | | |                                         |
| |                                                                                 | | | |                                         |
| 2014 | Sonne Mit freundlichen Grüßen                                                   | DE91 (1 Wo.)DE | — | — | Charteinstieg: 15. Februar 2013         |
| 2014 | Haus am See Mit freundlichen Grüßen                                             | DE96 (1 Wo.)DE | — | — | Charteinstieg: 15. Februar 2013         |

grau schraffiert: keine Chartdaten aus diesem Jahr verfügbar
Weitere Singles
- 1966: Jenseits des Tales (Verkäufe: + 500.000)
- 1966: 13 Mann und ein Kapitän
- 1967: Wenn es wieder schneit
- 1967: Wenn die bunten Fahnen weh’n
- 1970: Schlager die man nie vergisst Vol. 4: Hey capello / Treue Bergvagabunden
- 1972: So ein Tag, so wunderschön wie heute
- 1974: Im Rosengarten
- 1974: Heino-Hits zum Mitsingen
- 1976: Das Kufsteinlied
- 1976: Wolken, wind en de zee (VÖ: nur in den Niederlanden)
- 1976: Heino-Hits zum Mitsingen Folge 2
- 1977: Hipp Hipp Hurra (Westerwaldlied – Lore, Lore, Lore)
- 1977: Roswitha (Eines Abends in der Dämmerstunde)
- 1977: Schönes Mädchen
- 1977: Deutschlandlied (mit allen drei Strophen)
- 1978: In Honolulu
- 1979: Beim alten Bill in Oklahoma (The Devil Send You to Lorado)
- 1979: Mary Rose
- 1979: Maria-Linda
- 1980: Veronika
- 1980: Molley-Malone
- 1980: La Pastorella
- 1981: Hast du Money…
- 1982: Liebling, du tust mir so gut
- 1982: Deine Liebe (True Love) (mit Hannelore)
- 1983: Smoky
- 1983: Sonnenschein – Glücklichsein
- 1983: Die schwarze Galeere
- 1984: Halt dich fit - wander’ mit! (mit Hannelore)
- 1984: Ich will dich nie mehr weinen seh’n (mit Hannelore)
- 1985: Barcelona (Im Flamenco-Sound)
- 1986: Schade Christin
- 1986: San Bernadino
- 1987: Casablanca
- 1988: Der Schornsteinfeger und die schöne Bäckersfrau
- 1989: Haselnuss
- 1990: Non-Stop-Party-Hits
- 1990: Santa Maria del Mar
- 1990: Freiheit und Gerechtigkeit
- 1991: Ein Lied aus der Heimat
- 1993: Freiheit ist…
- 1995: Wie ein Felsen im Ozean
- 1995: Danke ist mehr als ein Wort
- 1996: Adler flieg hinaus
- 1996: Dicke Dinger
- 1996: Die Deutsche Nationalhymne
- 1997: Blühendes Land
- 1998: Die besten Jahre
- 1998: Ich danke dir für all die schönen Jahre
- 2001: Wilde Schwäne
- 2001: Meine Brille
- 2002: Blau blüht der Enzian (mit Antonia)
- 2002: Konvoi nach Bad Münstereifel (mit Halve Hahn)
- 2004: Das letzte Hemd (Deutschland ist pleite)
- 2005: Ich würde alles für dich tun
- 2006: Wir tanzen Polka, denn wir lieben Germany
- 2007: Es war am Anfang
- 2007: Ein Schlafsack und eine Gitarre
- 2007: Das Mädchen von den Bergen
- 2016: Rockin’ Around the Christmas Tree (mit Sarah Jane Scott)
- 2018: Tage wie diese
- 2025: Ein Gläschen am Morgen (Ein kleines Gläschen)

### Als Gastmusiker
| Jahr | Titel Album | Höchstplatzierung, Gesamtwochen, AuszeichnungChartplatzierungen (Jahr, Titel, Album, Platzierungen, Wochen, Auszeichnungen, Anmerkungen) | Höchstplatzierung, Gesamtwochen, AuszeichnungChartplatzierungen (Jahr, Titel, Album, Platzierungen, Wochen, Auszeichnungen, Anmerkungen) | Höchstplatzierung, Gesamtwochen, AuszeichnungChartplatzierungen (Jahr, Titel, Album, Platzierungen, Wochen, Auszeichnungen, Anmerkungen) | Anmerkungen                                            |
| Jahr | Titel Album | DE | AT | CH | Anmerkungen                                            |
| ---- | ----------- | --- | --- | --- | ------------------------------------------------------ |
| 2024 | Anna –      | DE59 (1 Wo.)DE | AT29 (1 Wo.)AT | — | Erstveröffentlichung: 12. April 2024 Tream feat. Heino |

Weitere Singles
- 1981: Schützenliesel (Maria & Margot Hellwig mit Heino & dem Botho-Lucas-Chor)
- 1994: Folk Dance Classics (D.J. N-Zian feat. Heino)
- 2002: Mit uns könn’ses ja machen (Frank Schöbel mit Heino)
- 2018: Ich atme (Wolfgang Petry mit Heino)
- 2023: Frische Erdbeeren (Honk! mit Heino)

## Videoalben
- 2005: Die Show – Das Beste zum Jubiläum
- 2011: Die Himmel rühmen – Heino auf grosser Kirchen-Tournee
- 2012: Heino: Spielfilm-DVD & Musik-CD-Edition
- 2016: Sing mit Heino – Das Beste aus der originalen Serie

## Hörbücher
- 2015: Mein Weg

## Statistik

### Chartauswertung
|                     | DE     | AT    | CH    |
| ------------------- | ------ | ----- | ----- |
| Nummer-eins-Alben   | DE1DE  | AT—AT | CH—CH |
| Top-10-Alben        | DE9DE  | AT1AT | CH1CH |
| Alben in den Charts | DE26DE | AT2AT | CH3CH |

|                       | DE     | AT    | CH    |
| --------------------- | ------ | ----- | ----- |
| Nummer-eins-Singles   | DE—DE  | AT—AT | CH—CH |
| Top-10-Singles        | DE5DE  | AT—AT | CH1CH |
| Singles in den Charts | DE28DE | AT3AT | CH2CH |

### Auszeichnungen für Musikverkäufe
Anmerkung: Auszeichnungen in Ländern aus den Charttabellen bzw. Chartboxen sind in ebendiesen zu finden.
| Land/RegionAuszeichnungen für Musikverkäufe (Land/Region, Auszeichnungen, Verkäufe, Quellen) | Gold     | Platin     | Verkäufe  | Quellen                           |
| -------------------------------------------------------------------------------------------- | -------- | ---------- | --------- | --------------------------------- |
| Deutschland (BVMI)                                                                           | 4× Gold4 | 2× Platin2 | 1.700.000 | musikindustrie.de Einzelnachweise |
| Österreich (IFPI)                                                                            | 2× Gold2 | —          | 15.000    | ifpi.at                           |
| Insgesamt                                                                                    | 6× Gold6 | 2× Platin2 |           |                                   |